# Estrella de quarks

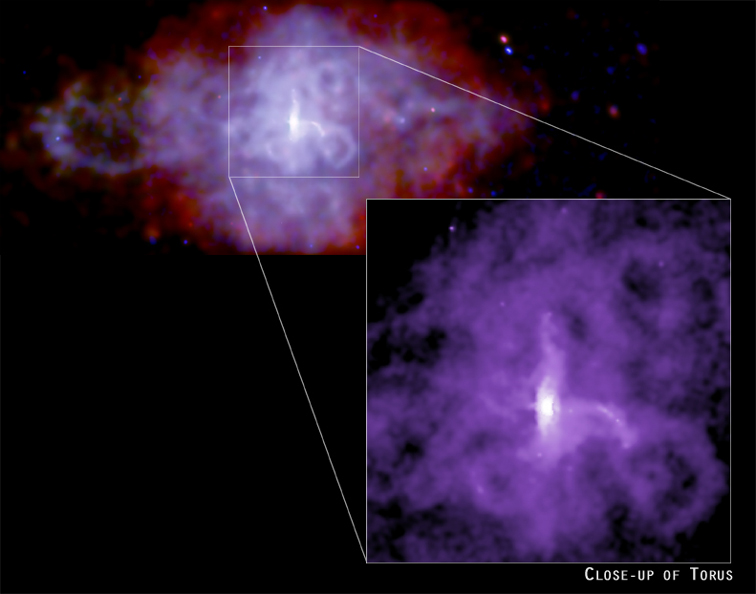
Imagen de rayos-X del púlsar 3C58 obtenida por el observatorio Chandra

El término estrella de quarks es usado para denominar un hipotético tipo de estrella exótica en la cual, debido a la alta densidad, la materia existe en forma de quarks desconfinados. Lo anterior es comúnmente llamado un plasma de quarks-gluones.
Este estado de la materia podría encontrarse en regiones internas de estrellas de neutrones, o bien componer la totalidad de la estrella. En el segundo caso, la materia no se mantendría unida por la atracción gravitacional, sino por la interacción fuerte entre los quarks. En este caso, la estrella se dice autoligada. Las estrellas de quarks tienen una densidad muy superior a una estrella de neutrones y a la vez muy inferior a la de un agujero negro
Si bien no se han observado objetos que puedan ser asociados a estrellas compuestas completamente de quarks, la existencia de quarks desconfinados en el interior de estrellas de neutrones no está descartada, ya que la composición de la materia a esas densidades (ρ ~ 1015 g/cm³) es aún incierta.
Se han descubierto dos posibles candidatos a estrellas de quarks, RX J1856.5-3754 y 3C58. Inicialmente catalogadas como estrellas de neutrones, la primera parece más pequeña y la segunda más fría de lo que deberían ser, lo que sugiere que pueden estar compuestas por un material de mayor densidad que la materia degenerada. No obstante, los resultados no son concluyentes. Recientemente, un tercer objeto, denominado XTE J1739-285, también ha sido propuesto como posible candidato.